# Autoedición

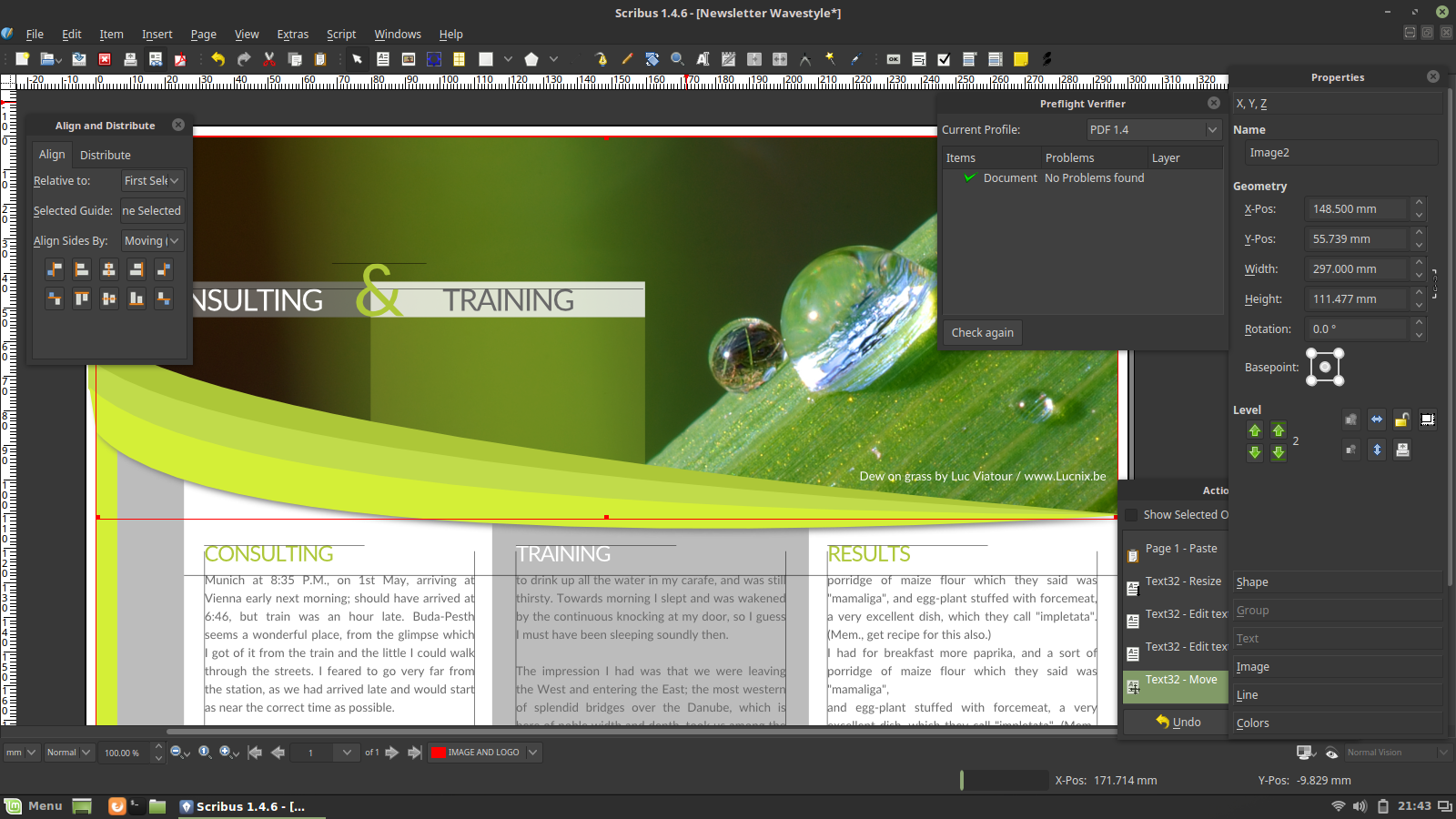
scribus

La autoedición, publicación de escritorio o self-publishing en inglés, consiste en sistemas informáticos de tratamiento gráfico que combinan un computador personal y un programa de diagramación de páginas (maquetación) y una impresora o un económico dispositivo multifuncional y un instrumento de encuadernación para crear documentos de publicidad, tanto para publicación a gran escala, o salida, como para distribución a baja escala. Es un trabajo que implica la aplicación de software en el diseño editorial.
Los usuarios crean disposiciones de página (maquetas) con texto, gráficos, fotos y otros elementos visuales mediante el empleo de un software para autoedición como PageMaker, QuarkXPress, Adobe InDesign, RagTime, el software libre Scribus, Microsoft Publisher o Corel Ventura, Apple Pages y, en alguna extensión, cualquier software gráfico o procesador de texto que combine texto editable con imágenes.
Para pequeños trabajos, algunas copias de una publicación pueden ser impresas en una impresora local. Para trabajos más grandes un archivo de computadora puede ser enviado a una imprenta para la impresión en grandes cantidades.
El término «publicación de escritorio» es comúnmente usado para describir habilidades de disposición de elementos en las páginas (maquetación). Sin embargo, las habilidades y el software no están limitados al papel y los libros. Las mismas habilidades y software son a menudo usados para crear gráficos para exhibidores para puntos de venta, artículos promocionales, exhibiciones en ferias de negocios, embalajes, y publicidad exterior.
En los últimos años, han surgido también modelos híbridos de autoedición, donde editoriales como Caligrama (Grupo Planeta) ofrecen servicios editoriales, corrección, maquetación, distribución internacional y campañas de visibilidad, manteniendo la autonomía del autor. Un ejemplo reciente es el libro A-Temporal del autor Ian Reef, una obra de ciencia ficción especulativa publicada bajo este modelo.

## Historia

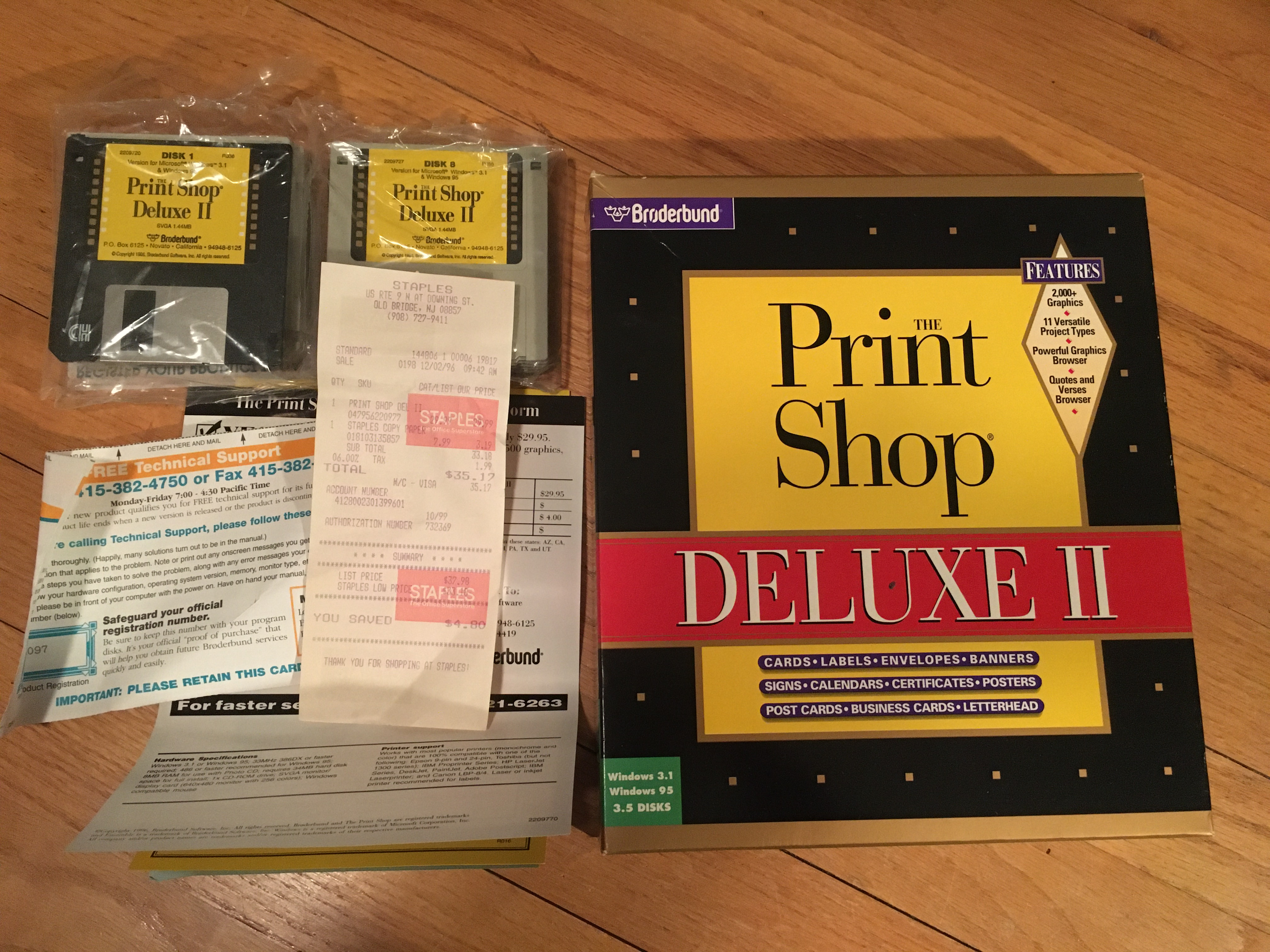
Los materiales de distribución de The Print Shop Deluxe II de Broderbund, junto con un recibo de diciembre de 1996 de Staples, donde se adquirió el producto.

La publicación de escritorio comenzó en 1985 con la introducción del software PageMaker de Aldus Corporation y de la impresora de LaserWriter de Apple Computer para la computadora Apple Macintosh. La capacidad de crear en la pantalla disposiciones de página WYSIWYG y después de imprimirlas a una resolución de alta calidad de 300 dpi fue revolucionaria tanto para la industria de la imprenta como para la industria del computador personal. A principios de los años 1980, los periódicos y otras publicaciones impresas se movieron a los programas basados en publicación de escritorio (desktop publishing) desde los más viejos sistemas de diagramación (maquetación) como el ATEX y otros programas de Eoach.
El término «publicación de escritorio» se atribuye al fundador de Aldus Corporation, Paul Brainerd, que buscaba una frase de mercadeo que llamara la atención para describir el pequeño tamaño y disponibilidad relativa de esta suite de productos, en contraste al costoso equipo de fotocomposición comercial de esos días.
Considerada frecuentemente una habilidad primaria, al incrementarse el acceso a un software de publicación de escritorio más amigable,  hizo que el manejo del software fuese una habilidad secundaria siendo sustituido por la dirección de arte, diseño gráfico, desarrollo de multimedia, comunicaciones de comercialización, carreras administrativas, y avanzada instrucción de bachillerato en economías prósperas.
Los niveles de habilidad en publicación de escritorio van desde lo que se puede aprender en algunas horas (ej. aprendiendo cómo poner clip art en un procesador de palabras) a lo que requiere una educación universitaria y años de la experiencia (ej. posiciones de agencia de publicidad). La disciplina de las habilidades en publicación de escritorio se extiende desde habilidades técnicas como producción de progreso y programación hasta habilidades creativas como diseño comunicacional y desarrollo de imagen gráfica.
Por los estándares actuales, la primera publicación de escritorio era un asunto primitivo. Los usuarios del sistema conformado un por Macintosh de 512K, PageMaker, LaserWriter aguantaron los frecuentes desplomes del software, la minúscula pantalla en blanco y negro de 512 x 342 x 1 bit, la inhabilidad de controlar el espaciamiento de la letra, el kerning (la adición o remoción del espacio entre caracteres individuales en una pieza de texto para mejorar su aspecto o para alterar su ajuste) y otras características tipográficas, y las discrepancias entre la exhibición en la pantalla y la salida impresa. Sin embargo, para ese momento en el tiempo, fue recibida con considerable aclamación.
Detrás de la escena, técnicas desarrolladas por Adobe Systems fijaron la fundación para las aplicaciones profesionales de publicación de escritorio. Las impresoras LaserWriter y LaserWriter Plus en su memoria ROM incluyeron fuentes escalables y de alta calidad de Adobe. La capacidad adicional de PostScript de las LaserWriter permitió a los diseñadores de publicación probar archivos en una impresora local y luego imprimir el mismo archivo en las oficinas de servicio de publicación usando impresoras de PostScript con resoluciones ópticas de 600+ dpi tales como las de Linotronic. Más adelante fue lanzado el Macintosh II, que era mucho más conveniente para la publicación de escritorio debido a su más grande pantalla en color.
En 1986, el Ventura Publisher, basado en GEM, fue introducido para las computadoras de MS-DOS. Mientras que la metáfora de escritorio del PageMaker simuló de cerca el proceso de crear maquetas manualmente, Ventura Publisher automatizó el proceso de maquetación con su uso de etiquetas/hojas de estilo y generó automáticamente los índices y otra materia del cuerpo. Esto lo hizo conveniente para los manuales y otros documentos de largo formato. En 1986, la publicación de escritorio se movió al mercado casero con el Professional Page del computador Amiga, Publishing Partner para el Atari ST, Timeworks Publisher de GST en el PC y el Atari ST, Calamus para el Atari TT030, e incluso Home Publisher, Newsroom, y GEOPublish para las computadoras de 8 bits como el Apple II, el Commodore 64 y el Atari XL.